# Giải Grammy lần thứ 50
Giải Grammy lần thứ 50 được tổ chức tại Trung tâm Staples, Los Angeles vào 10 tháng 2 năm 2008. Giải thưởng vinh danh những thành tựu âm nhạc năm 2007, trong đó có các album được phát hành từ 1 tháng 10 năm 2006 đến 30 tháng 9 năm 2007. Buổi lễ trao giải được truyền hình trực tiếp trên kênh CBS. Tuy nhiên theo thông lệ hầu hết các giải thưởng sắp trao tặng sẽ được trưng bày một phần tại Trung tâm Hội nghị Los Angeles và được phát sóng trực tiếp trên XM Satellite Radio. Hai đêm trước lễ trao giải, Aretha Franklin được trao giải Nhân vật MusicCares của năm.
Người chiến thắng lớn nhất tại lễ trao giải là Amy Winehouse với năm giải, trong đó có Thu âm của năm, Bài hát của năm và Nghệ sĩ mới xuất sắc nhất. Ca sĩ 24 tuổi người Anh vừa cai nghiện ma túy thành công và đã không đến Los Angeles để nhận giải. Các quan chức ngoại cảnh Mỹ đã không cho cô vào Mỹ bởi vấn đề Visa; sau đó dù họ đã thay đổi quyết định nhưng đã quá trễ cho một chuyến đi dài từ Anh tới Mỹ. Cô đã trở thành nữ nghệ sĩ thứ năm đoạt cả năm giải thưởng trong một đêm, trước đó là Lauryn Hill, Norah Jones, Alicia Keys và Beyoncé.
Các khoảnh khắc Vàng của Giải Grammy và NARAS đã được giới thiệu trong tài liệu tham khảo và trình chiếu trong suốt buổi lễ. Alicia Keys là người mở đầu buổi tối với việc chơi piano và hát cùng với các MV và audio của cố nghệ sĩ Frank Sinatra. Buổi biểu diễn còn là sự kết hợp của các nghệ sĩ đương đại và quá khứ bao gồm Beyoncé và Tina Turner, Rihanna và The Time, nghệ sĩ piano cổ điển Lang Lang với nghệ sĩ Jazz Herbie Hancock và người chiến thắng tại lễ khai mạc Keely Smith và Kid Rock. Trong buổi lễ còn có sự ghi nhận những đóng góp to lớn cho ngành âm nhạc đương đại của The Beatles. Ban nhạc rock Foo Fighters đã biểu diễn ca khúc được đề cử của nhóm trong lễ trao giải là "The Pretender" kết hợp với màn biểu diễn hòa tấu của các nhạc sĩ nhạc cổ điển (trong đó có chủ nhân giải "My Grammy Moment" YouTube là nghệ sĩ violin Ann Marie Calhoun).

## Trình diễn
Dưới đây là danh sách những nghệ sĩ biểu diễn theo bảng chữ cái.
- Dàn diễn viên phim Across the Universe
- Alicia Keys
- Amy Winehouse (thông qua vệ tinh từ London) - You Know I'm No Good và Rehab
- Andrea Bocelli
- Ann Marie Calhoun (chủ nhân giải My Grammy Moment)
- Aretha Franklin
- BeBe Winans
- Beyoncé
- Brad Paisley
- Carrie Underwood - "Before He Cheats"
- Dàn diễn viên vở kịch Love của Cirque du Soleil
- Daft Punk
- Dave Koz
- Eldar
- Feist - "1234"
- Fergie- "Finally"
- Foo Fighters
- Frank Sinatra
- Herbie Hancock
- Israel and New Breed
- Jerry Lee Lewis
- John Fogerty
- John Legend
- John Mayer
- John Paul Jones
- Josh Groban
- Kanye West và Daft Punk - "Stronger"
- Keely Smith
- Kid Rock
- Lang Lang
- Little Richard
- Rihanna
- The Clark Sisters
- The Madison Bumblebees
- The Time
- Tina Turner
- Trin-i-tee 5:7

## Người trao giải/giới thiệu
Danh sách liệt kê theo bảng chữ cái.
- Akon
- Jason Bateman
- Tony Bennett
- Dierks Bentley
- Chris Brown
- Cher
- Natalie Cole
- Mike Shinoda
- Fergie
- Nelly Furtado
- Cuba Gooding, Jr.
- Juanes
- Tom Hanks
- Quincy Jones
- Carole King
- Solange Knowles
- Cyndi Lauper
- John Legend
- George Lopez
- Lyle Lovett
- Ludacris
- Joe Mantegna
- Bette Midler
- Prince
- Bonnie Raitt
- Roselyn Sanchez
- Keely Smith
- Ringo Starr
- Dave Stewart
- Taylor Swift
- Usher
- will.i.am
- Andy Williams
- Stevie Wonder

## Danh sách đề cử và thắng giải

### Chính
Thu âm của năm
- "Rehab" – Amy Winehouse
  - Mark Ronson, nhà sản xuất; Tom Elmhirst, xây dựng/hòa âm
- "Irreplaceable" – Beyoncé
  - Beyoncé Knowles, S. Smith & Stargate, nhà sản xuất; Jim Caruana, Jason Goldstein & Geoff Rice, xây dựng/hòa âm
- "The Pretender" – Foo Fighters
  - Gil Norton, nhà sản xuất; Adrian Bushby & Rich Costey, xây dựng/hòa âm
- "Umbrella" – Rihanna & Jay-Z
  - Kuk Harrell & C. "Tricky" Stewart, nhà sản xuất; Kuk Harrell & Manny Marroquin, xây dựng/hòa âm
- "What Goes Around... Comes Around" – Justin Timberlake
  - Nate (Danja) Hills, Timbaland & Justin Timberlake, nhà sản xuất; Jimmy Douglass & Timbaland, xây dựng/hòa âm

Album của năm
- Echoes, Silence, Patience & Grace – Foo Fighters
  - Gil Norton, producer; Adrian Bushby & Rich Costey, engineers/mixers; Brian Gardner, mastering engineer
- These Days – Vince Gill
  - John Anderson, Guy Clarke, Rodney Crowell, Diana Krall & The Del McCoury Band, featured artists; Vince Gill, John Hobbs & Justin Niebank, producers; Neal Cappellino & Justin Niebank, engineers/mixers; Adam Ayan, mastering engineer
- River: The Joni Letters – Herbie Hancock
  - Leonard Cohen, Norah Jones, Joni Mitchell, Corinne Bailey Rae, Luciana Souza & Tina Turner, featured artists; Herbie Hancock & Larry Klein, producers; Helik Hadar, engineer/mixer; Bernie Grundman, mastering engineer
- Graduation – Kanye West
  - Dwele, Lil Wayne, Mos Def & T-Pain, featured artists; Chris Martin, Douglas Vale, Warryn "Baby Dubb" Campbell, Eric Hudson, Brian "Allday" Miller, Nottz, Patrick "Plain Pat" Reynolds, Gee Roberson, Toomp & Kanye West, producers; Bruce Beuchner, Andrew Dawson, Mike Dean, Anthony Kilhoffer, Greg Koller, Manny Marroquin, Nottz Raw, Tony Rey, Seiji Sekine, Paul Sheehy & D. Sloan, engineers/mixers; Vlado Meller, mastering engineer
- Back to Black – Amy Winehouse
  - Mark Ronson & Salaamremi, producers; Tom Elmhirst, Gary Noble & Franklin Socorro, engineers/mixers; Mark Ronson, mastering engineer

Bài hát của năm
- "Before He Cheats" – Carrie Underwood
  - songwriters; Josh Kear & Chris Tompkins
- "Hey There Delilah" – Plain White T's
  - songwriter; Tom Higgenson
- "Like a Star" – Corinne Bailey Rae
  - songwriter; Corinne Bailey Rae
- "Rehab" – Amy Winehouse
  - songwriter; Amy Winehouse
- "Umbrella" – Rihanna & Jay-Z
  - songwriters; Jay-Z, Kuk Harrell, Terius "Dream" Nash, & Christopher Stewart

Nghệ sĩ mới xuất sắc nhất
- Feist
- Ledisi
- Paramore
- Taylor Swift
- Amy Winehouse

## Pop
Trình diễn giọng Pop nữ xuất sắc nhất
- "Candyman" – Christina Aguilera
- "1234" – Feist
- "Big Girls Don't Cry" – Fergie
- "Say It Right" – Nelly Furtado
- "Rehab" – Amy Winehouse

Trình diễn giọng Pop nam xuất sắc nhất
- "Everything" – Michael Bublé
- "Belief" – John Mayer
- "Dance Tonight" – Paul McCartney
- "Amazing" – Seal
- "What Goes Around.../...Comes Around" – Justin Timberlake

Trình diễn Song ca/ Nhóm nhạc Pop xuất sắc nhất
- "(You Want to) Make a Memory" – Bon Jovi
- "Home" – Daughtry
- "Makes Me Wonder" – Maroon 5
- "Hey There Delilah" – Plain White T's
- "Window in the Skies" – U2

Hợp tác giọng Pop xuất sắc nhất
- "Steppin' Out" – Tony Bennett & Christina Aguilera
- "Beautiful Liar" – Beyoncé & Shakira
- "Gone Gone Gone (Done Moved On)" – Robert Plant & Alison Krauss
- "The Sweet Escape" – Gwen Stefani & Akon
- "Give It to Me" – Timbaland hợp tác với Nelly Furtado & Justin Timberlake

Best Pop Instrumental Performance
- "Off the Grid" – Beastie Boys
- "Paris Sunrise#7" – Ben Harper & The Innocent Criminals
- "Over the Rainbow" – Dave Koz
- "One Week Last Summer" – Joni Mitchell
- "Simple Pleasures" – Spyro Gyra

Best Pop Instrumental Album
- The Mix-Up - Beastie Boys
- Italia – Chris Botti
- At the Movies – Dave Koz
- Good to Go-Go – Spyro Gyra
- Roundtrip – Kirk Whalum

Best Traditional Pop Vocal Album
- Call Me Irresponsible – Michael Bublé
- Cool Yule – Bette Midler
- Trav'lin' Light – Queen Latifah
- Live in Concert 2006 – Barbra Streisand
- James Taylor at Christmas – James Taylor

Best Pop Vocal Album
- Lost Highway – Bon Jovi
- The Reminder – Feist
- It Won't Be Soon Before Long – Maroon 5
- Memory Almost Full – Paul McCartney
- Back to Black – Amy Winehouse

## Dance Field
Best Dance Recording
- "Do It Again" – The Chemical Brothers
  - Tom Rowlands & Ed Simons, producers
- "D.A.N.C.E." – Justice
  - Gaspard Auge & Xavier de Rosnay, producers; Gaspard Auge & Xavier de Rosnay, mixers
- "Love Today" – Mika
  - Jodi Marr, John Merchant, Mika & Greg Wells, producers; Greg Wells, mixer
- "Don't Stop the Music" – Rihanna
  - StarGate, producer; Phil Tan, mixer
- "LoveStoned/I Think She Knows Interlude" – Justin Timberlake
  - Nate (Danja) Hills, Timbaland & Justin Timberlake, producers; Jimmy Douglass & Timbaland, mixers

Best Electronic/Dance Album
- We Are the Night – The Chemical Brothers
- † – Justice
- Sound of Silver – LCD Soundsystem
- We Are Pilots – Shiny Toy Guns
- Elements of Life – Tiësto

## Rock Field
Best Rock Solo Vocal Performance
- "Timebomb" – Beck
- "Only Mama Knows" – Paul McCartney
- "Our Country" – John Mellencamp
- "Radio Nowhere" – Bruce Springsteen
- "Come On" – Lucinda Williams

Trình diễn Song ca/ Nhóm nhạc Rock xuất sắc nhất
- "It's Not Over" – Daughtry
- "Working Class Hero" – Green Day
- "If Everyone Cared" – Nickelback
- "Instant Karma" – U2
- "Icky Thump" – The White Stripes

Best Hard Rock Performance
- "Sweet Sacrifice" – Evanescence
- "The Pretender" – Foo Fighters
- "I Don't Wanna Stop" – Ozzy Osbourne
- "Sick, Sick, Sick" – Queens of the Stone Age
- "The Pot" – Tool

Best Metal Performance
- "Nothing Left" – As I Lay Dying
- "Never Ending Hill" – King Diamond
- "Aesthetics of Hate" – Machine Head
- "Redemption" – Shadows Fall
- "Final Six" – Slayer

Best Rock Instrumental Performance
- "The Ecstasy of Gold" – Metallica
- "Malignant Narcissism" – Rush
- "Always with Me, Always with You" – Joe Satriani
- "Once Upon a Time in the West"– Bruce Springsteen
- "The Attitude Song" – Steve Vai

Bài hát Rock hay nhất
- "Come On"
  - songwriter; Lucinda Williams (Lucinda Williams)
- "Icky Thump"
  - songwriter; Jack White (The White Stripes)
- "It's Not Over"
  - songwriters; Chris Daughtry, Gregg Wattenberg, Mark Wilkerson & Brett Young (Daughtry)
- "The Pretender"
  - songwriters; Dave Grohl, Taylor Hawkins, Nate Mendel & Chris Shiflett (Foo Fighters)
- "Radio Nowhere"
  - songwriter; Bruce Springsteen (Bruce Springsteen)

Album Rock xuất sắc nhất
- Daughtry – Daughtry
- Revival – John Fogerty
- Echoes, Silence, Patience & Grace – Foo Fighters
- Magic – Bruce Springsteen
- Sky Blue Sky – Wilco

## Alternative Field
Album Alternative xuất sắc nhất
- Alright, Still – Lily Allen
- Neon Bible – Arcade Fire
- Volta – Björk
- Wincing the Night Away – The Shins
- Icky Thump – The White Stripes

## Music Video Field
Best Short Form Music Video
- "God's Gonna Cut You Down" – Johnny Cash
  - Tony Kaye, video director; Rachel Curl, video producer
- "1234" – Feist
  - Patrick Daughters, video director; Geoff McLean, video producer
- "Gone Daddy Gone" – Gnarls Barkley
  - Chris Milk, video director; Barbara Benson, video producer
- "D.A.N.C.E." – Justice
  - Jonas & François and So-Me, video directors and producers
- "Typical" – Mutemath
  - Israel Anthem, video director; Brandon Arolfo, video producer

Best Long Form Music Video
- "Live and Loud at the Fillmore" – Dierks Bentley
  - Russell Thomas, video director; James Whetherly, video producer
- "Trapped in the Closet: Chapters 13-22" – R. Kelly
  - R. Kelly, Jim Swaffield and Victor Mignatti, video directors; Ann Carli, video producer
- "The Confessions Tour" – Madonna
  - Jonas Akerlund, video director; Sara Martin and David May, video producers
- "10 Days Out: Blues from the Backroads" – Kenny Wayne Shepherd and various artists
  - Noble Jones, video director; Kenny Wayne Shepherd, video producer
- "Liberacion: Songs of the Cuban Underground" – Various artists
  - Reuben Fields, video director; Dean Bates, video producer